# Sonata para violín n.º 20 (Mozart)
La Sonata para violín n.º 20 en do mayor, K. 303/293c, fue compuesta por Wolfgang Amadeus Mozart en 1778 en Mannheim (Alemania), y fue publicada por primera vez ese mismo año como parte del Opus 1 de Mozart. La obra fue dedicada a la princesa María Isabel, Electora del Palatinado, razón por la cual las sonatas que componen ese Opus 1 se conocen como Sonatas Palatinas. 
La interpretación de esta sonata para violín suele durar unos diez minutos.

## Estructura
Consta de dos movimientos:
1. Adagio-Allegro molto-Adagio
2. Tempo di Menuetto